# Neptis obscurior
Neptis obscurior är en fjärilsart som beskrevs av Charles Oberthür 1906. Neptis obscurior ingår i släktet Neptis och familjen praktfjärilar. Inga underarter finns listade i Catalogue of Life.